# Strzelce Krajeńskie
Strzelce Krajeńskie (niem. Friedeberg in der Neumark) – miasto w Polsce, w województwie lubuskim, siedziba powiatu strzelecko-drezdeneckiego i gminy miejsko-wiejskiej Strzelce Krajeńskie.

## Położenie
Miasto położone jest w północno-wschodniej części województwa lubuskiego, na prawobrzeżnej ziemi nadnoteckiej, nad jeziorami: Klasztornym Górnym, Młyńskim oraz Jeziorem Dolnym do którego wpada potok Młynówka, w pasie Pojezierza Południowopomorskiego (w tym, w południowo-zachodniej części Pojezierza Dobiegniewskiego),  na północny wschód od Gorzowa Wielkopolskiego.
Przed budową obwodnicy Strzelec Krajeńskich na rondzie w centrum miasta krzyżowały się: droga krajowa nr 22 oraz droga wojewódzka nr 156. Wraz z zakończeniem budowy obwodnicy miejsce krzyżowania znalazło się poza granicami miasta.
Pierwotnie obszar, na którym położone jest miasto, należał do Wielkopolski jako część kasztelanii santockiej, po czym w drugiej połowie XIII wieku został opanowany przez Brandenburgię i włączony do Nowej Marchii, w granicach której leżał do 1945 roku, a w latach 1402–1454 miasto należało do zakonu krzyżackiego. Przymiotnik Krajeńskie dodano po II wojnie światowej dla odróżnienia od innych miejscowości o podobnych nazwach (np. Strzelce Opolskie), jednak nie ma podstaw historyczno-geograficznych, gdyż miasto nigdy nie było związane z Krajną.
Miasto zajmuje powierzchnię 4,94 km² (1 stycznia 2011).

## Historia

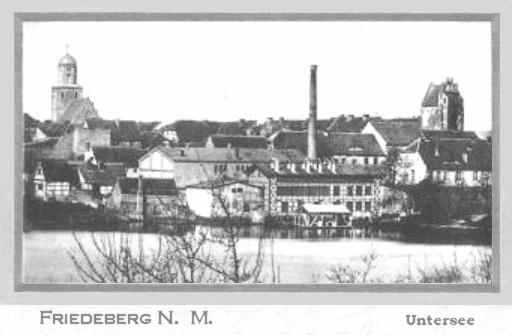
Strzelce Krajeńskie, ok. 1900 r.

Najstarsza wzmianka, która dotyczy miejscowości określanej jako: Strzelzi, Strzelecz, Strzelcze, jest związana ze zniszczeniem w 1272 r. gródka margrabiego brandenburskiego Konrada I przez wielkopolskiego księcia Przemysła II. Po zniszczeniu tej fortyfikacji margrabiowie zdecydowali się w latach 1272–1286 lokować miasto, które postanowili nazwać Friedeberg. Wkrótce po lokacji miejskiej, podjęto prace fortyfikacyjne w wyniku których w latach 1272–1290, powstał wokół miasta mur kamienny, wał ziemny i podwójne fosy. Potwierdza to wzmianka z 1290 r. dotycząca fundacji na rzecz zakonu augustianów-eremitów klasztoru obok murów miejskich. W ramach fortyfikacji miejskich zbudowano Bramę Młyńską (Drezdenecką lub Wschodnią) i Gorzowską (Brzozowską) oraz 37 baszt łupinowych. W trakcie wojny polsko-krzyżackiej pod miastem w 1433 r. stanęły wojska husyckie Jana Čapka, które wspierały oddziały polskie dowodzone przez Piotra Szafrańca. Po dwudniowym szturmie, 7 czerwca, atakujący przez podkop zdobyli miasto, które spalili.
Przez miasto prowadziła jedna z głównych dróg ucieczki powstańców listopadowych z Polski na Wielką Emigrację.
W czasie II wojny światowej Niemcy utworzyli w mieście trzy podobozy pracy przymusowej obozu jenieckiego Stalag II D.
W 1945 roku miejscowość włączono ponownie do Polski. Administracja polska używała początkowo nazwy Strzelce bez przymiotnika Krajeńskie, który dodano w 1946. W latach 1975–1998 w woj. gorzowskim.

## Demografia
Miasto ma 9683 mieszkańców (30 czerwca 2024).
Piramida wieku mieszkańców Strzelec Krajeńskich w 2014 roku.

## Zabytki
Do wojewódzkiego rejestru zabytków wpisane są:
- stare miasto, układ urbanistyczny
- kościół filialny pod wezwaniem Matki Bożej Różańcowej[19], mariacki z 1300 roku, z XV wieku, XIX wieku, lat 1957–1973
- mury miejskie obronne z 36 basztami, z XIII wieku. Zbudowane zostały z kamienia w latach 1272–1290. Długość: 1640 m, grubość: 1 m, wysokość: do 8 m. Mury otaczają teren Starego Miasta o pow. 24 ha. Niegdyś fortyfikacje składały się z 38 czatowni, dwóch bram – Gorzowskiej i Młyńskiej – oraz baszty zwanej Więzienną lub Czarownic. Mury zachowały się prawie na całej długości, przetrwała także Brama Młyńska i Baszta Więzienna: 
  - brama Młyńska – Wschodnia, z XIV wieku, inna nazwa: Brama Drezdenkowska, przy końcu ul. Młyńskiej. Została wzniesiona w stylu gotyckim, w XV w. Posiada cztery kondygnacje i zamknięty ostrym łukiem przejazd. Brama zwieńczona jest ażurowymi sterczynami. Obecnie mieści się tu Państwowa Szkoła Muzyczna I stopnia
  - baszta Więzienia, pochodzi z XIV w. Niższe partie zbudowane zostały z kamienia na planie prostokąta, wyższe z cegły – na planie spłaszczonego koła. Zwieńczenie stanowi spiczasty, ceglany hełm, który okolony jest platformą widokową. Wnętrze baszty podzielone jest na trzy kondygnacje. Obecnie budowla nie jest użytkowana. Do baszty przylega Nowa Brama
- domy, ul. Brygady Saperów nr 19, 20, 25, 34 i budynek gospodarczy – szachulcowy, murowano-szachulcowe, z XVIII wieku, z połowy XIX wieku
- dom, ul. Krasińskiego 11, murowano-szachulcowy
- domy, ul. Ludowa nr 16 szachulcowy; nr 31 i budynek gospodarczy, szachulcowy, z połowy XIX wieku
- dom, ul. Mickiewicza 18, szachulcowy, z połowy XIX wieku, nie zachował się
- domy, ul. Południowa nr 13, nr 17 – szachulcowe, z połowy XIX wieku; nr 38
- domy, ul. Północna nr 36 szachulcowy, nr 38, z XVIII / XIX wieku
- spichlerz przy bramie Wschodniej, ul. Wojska Polskiego 1, murowano-szachulcowy, z 1764 roku, w 2020 został wyremontowany[20].
- dom, ul. Wojska Polskiego 4, z połowy XIX wieku

Inne zabytki:
- cmentarz żydowski
- kościół parafialny pw. św. Franciszka z Asyżu z 1929 r., z którego codziennie o godzinie 12 grany jest hejnał miasta[21][22][19]
- ratusz, zbudowany został w latach 1870–1872 w stylu neorenesansowym, na miejscu wcześniejszego ratusza. Projekt sporządził Koehler z Frankfurtu nad Odrą oraz Asmund Schulz. Fasadę budynku ozdabia balkon z tralkową balustradą, tondo z herbem miasta oraz maszt flagowy z motywem smoka. Obecnie budynek jest siedzibą Sądu Rejonowego w Strzelcach Krajeńskich.
- Wieża ciśnień (zabytek z ewidencji zabytków)[23]

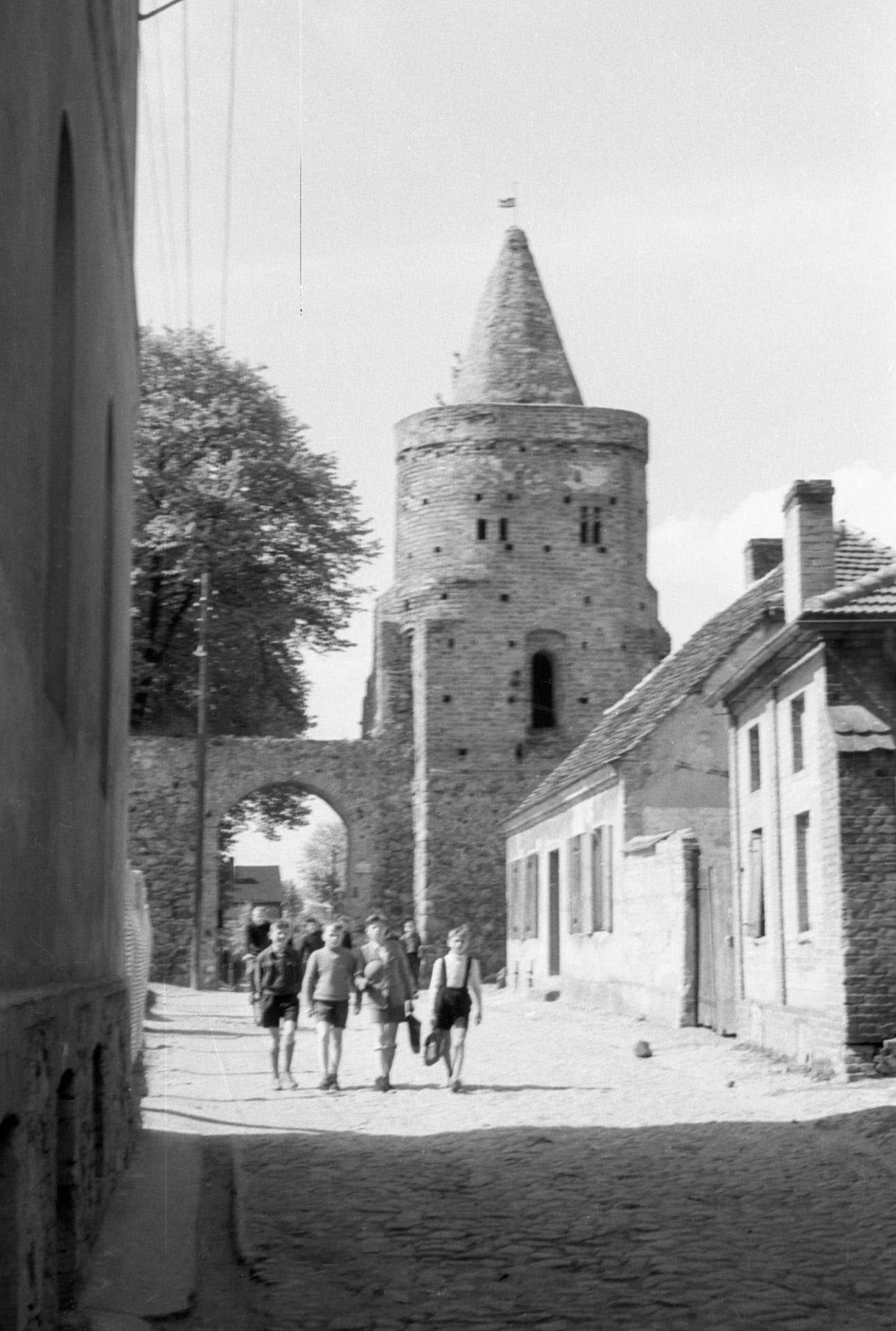
Baszta Czarownic (1959)
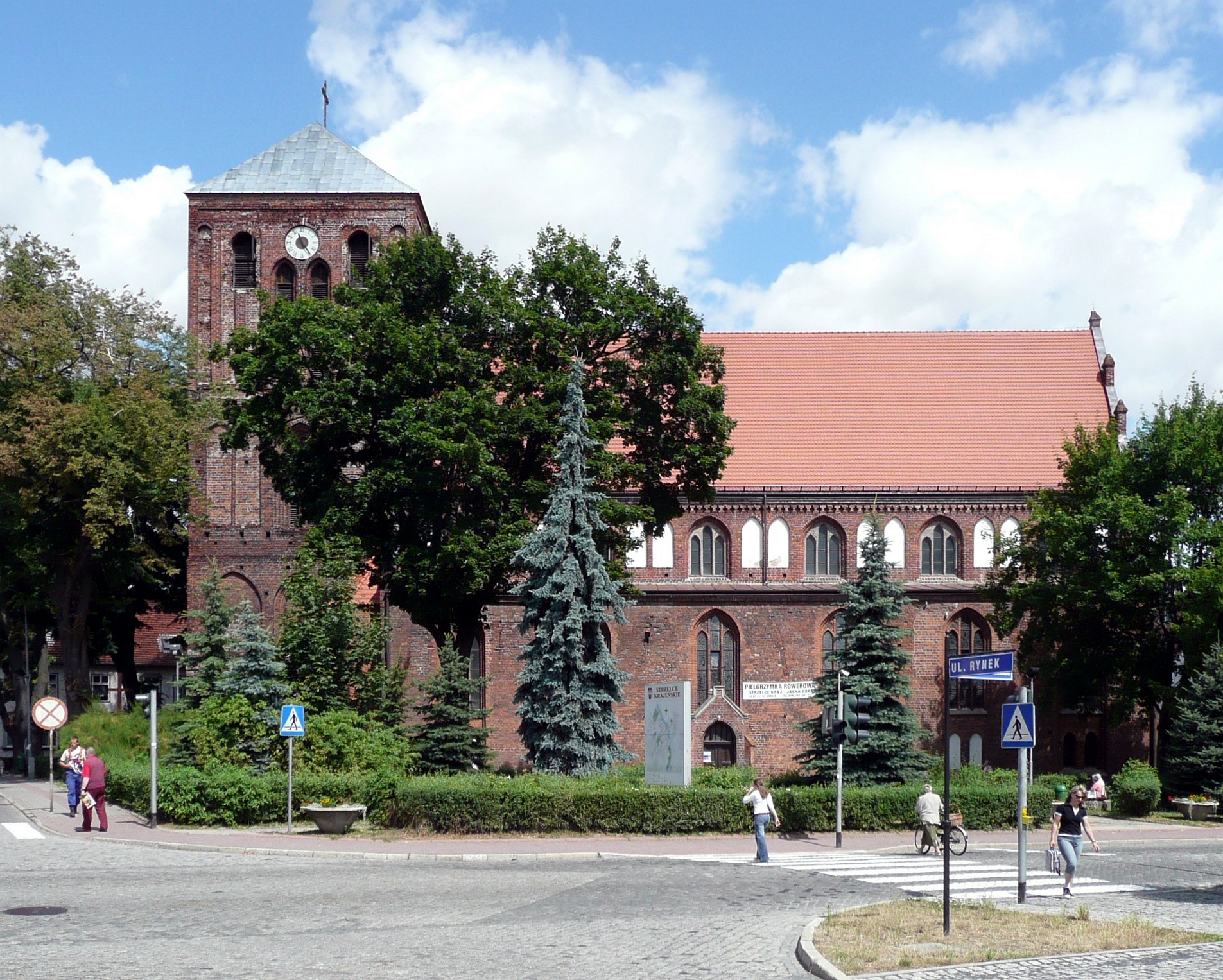
Kościół Mariacki (XV, XIX w., 1957–1973)
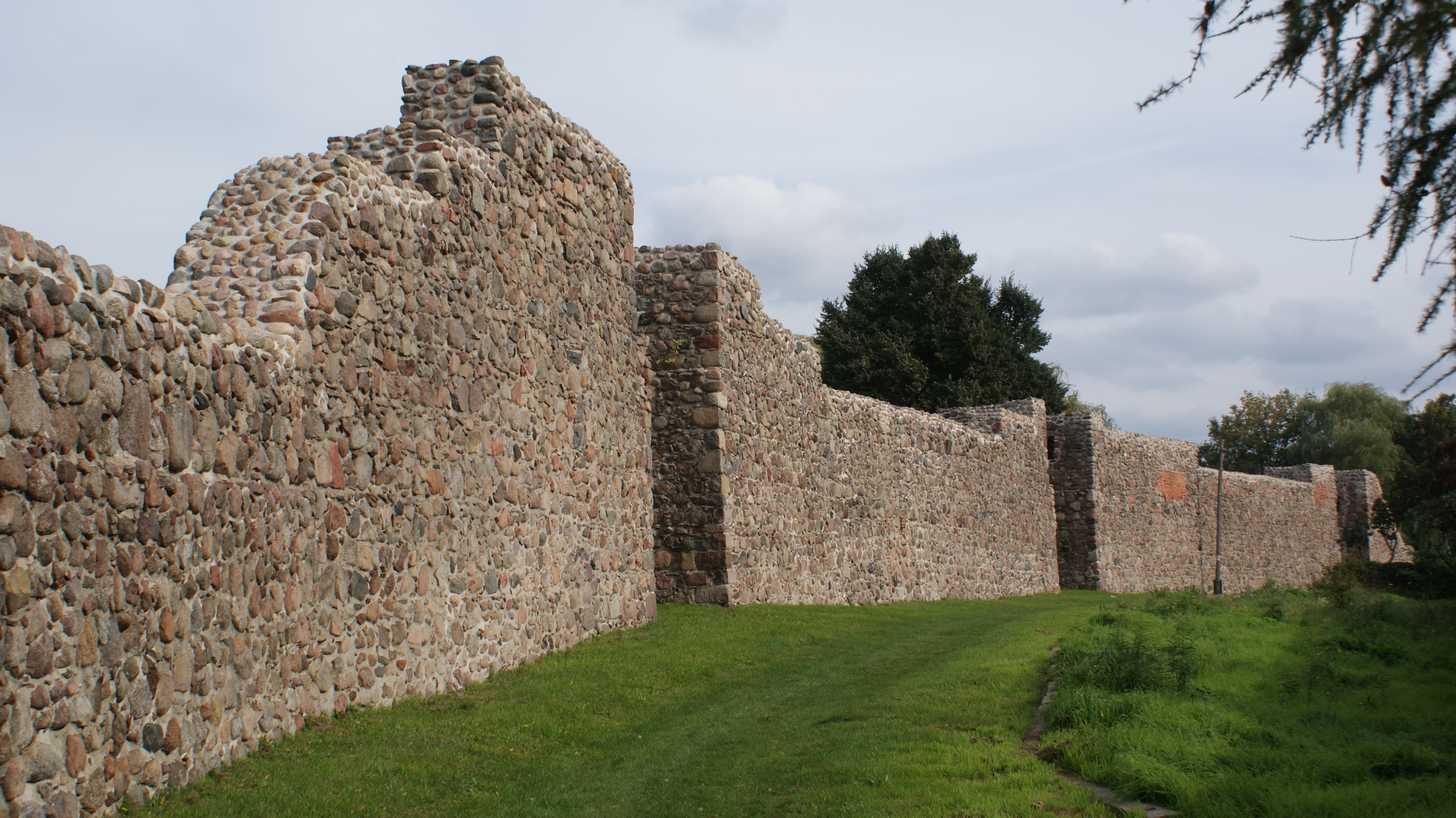
mury obronne wraz z 36 basztami z XIII w.
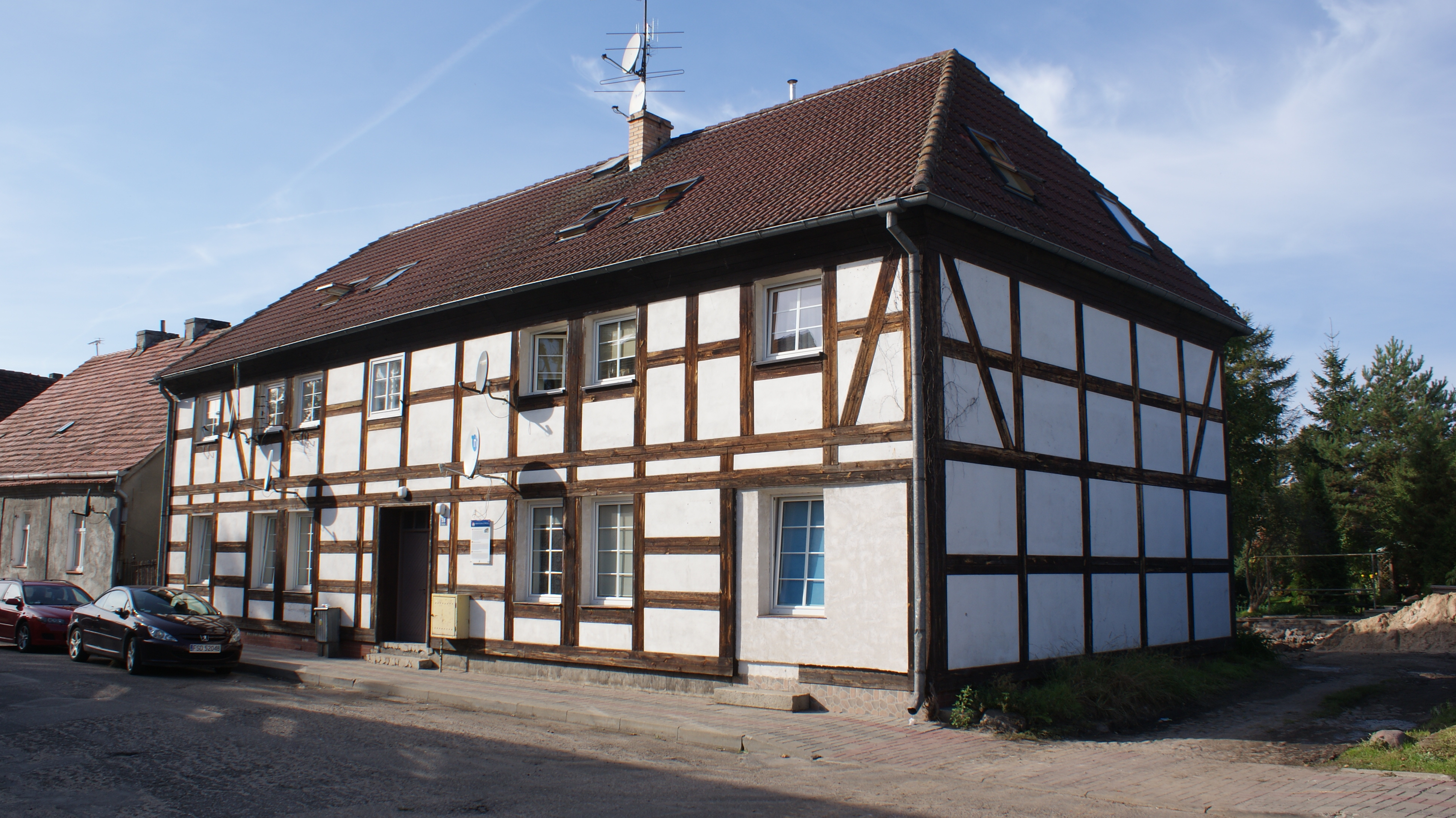
Ul. Północna 36 – dom z przeł. XVIII / XIX w.
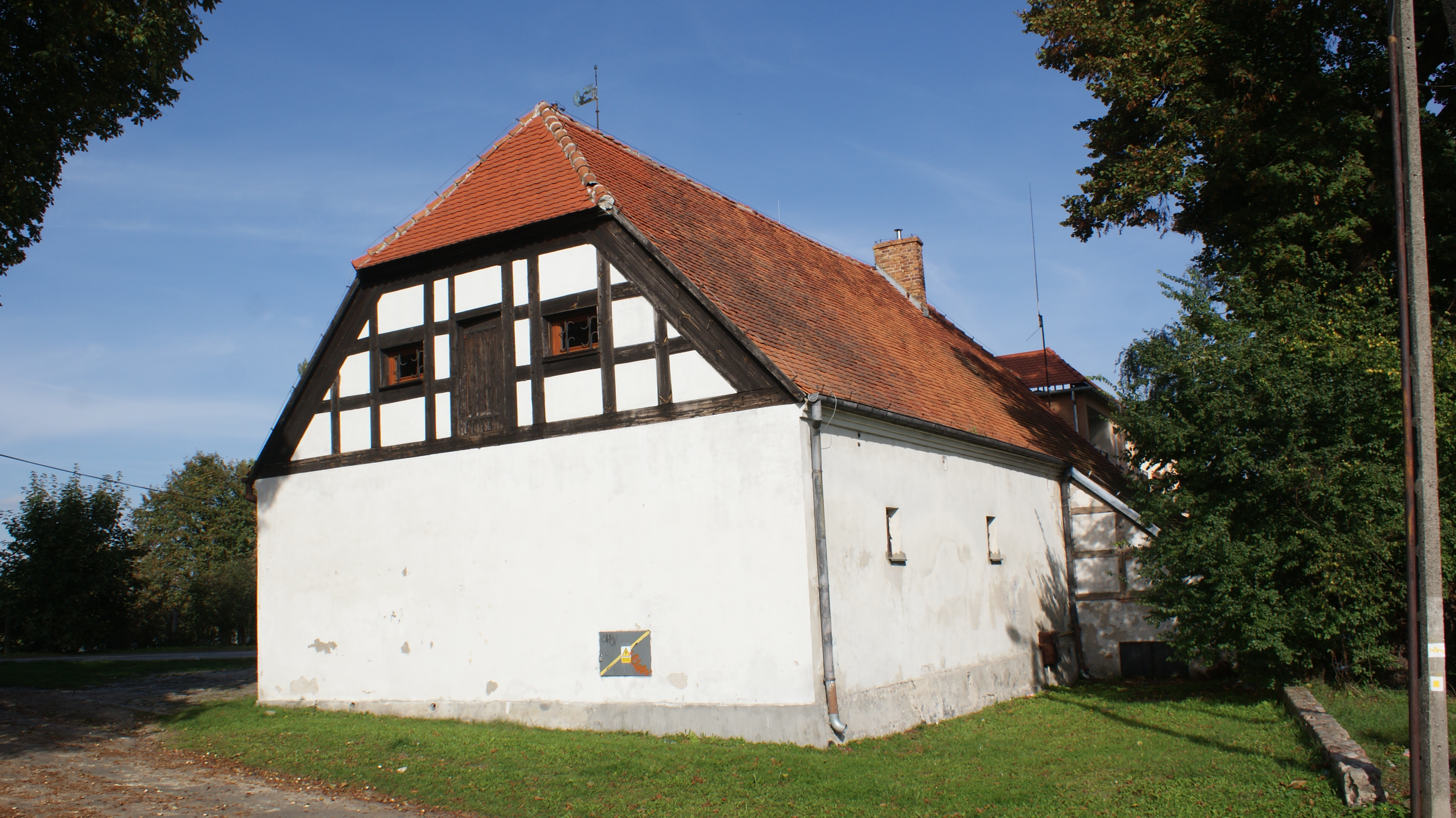
Spichrz z 1764 roku, ul. Wojska Polskiego 1
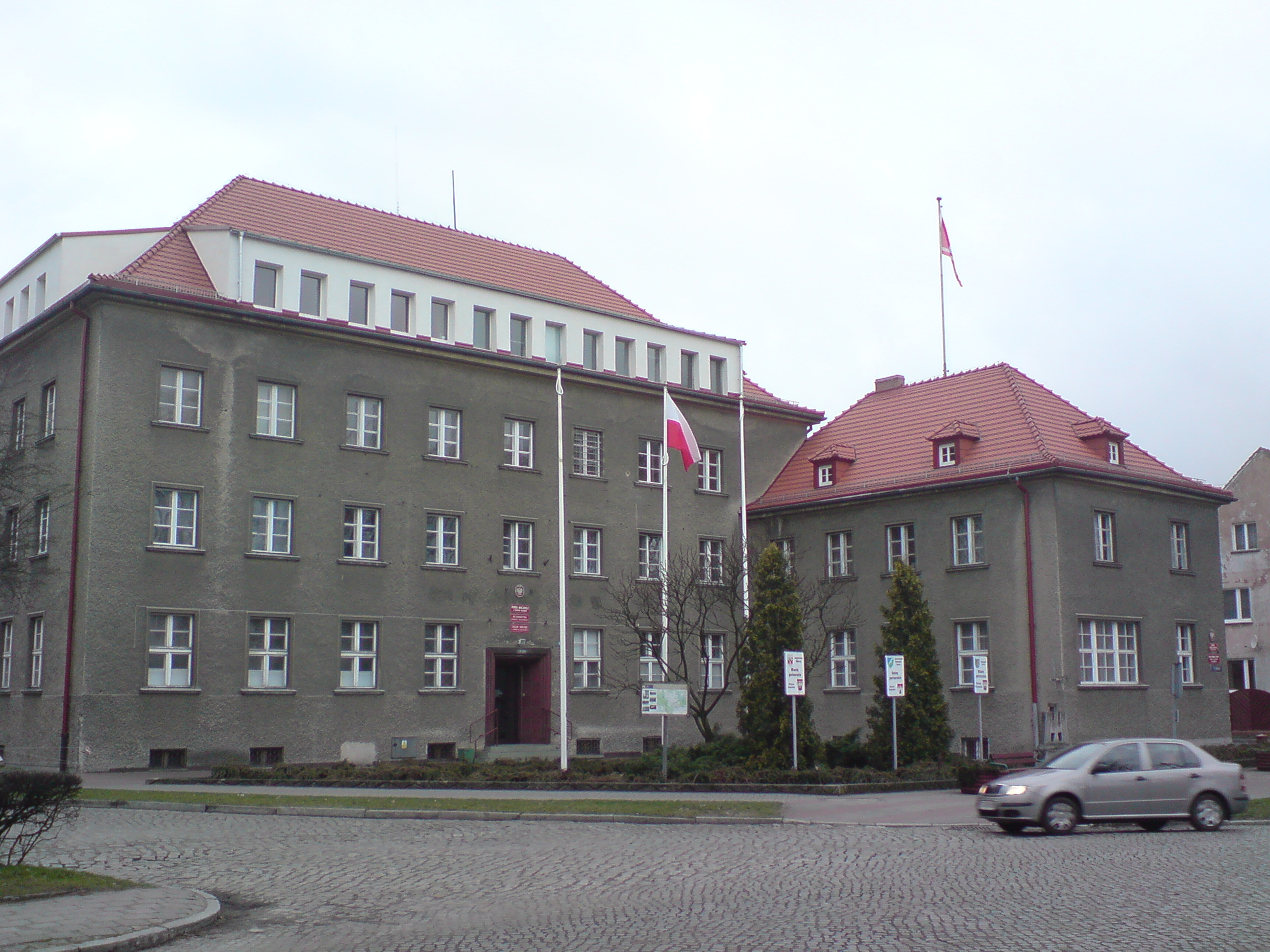
Ratusz, Urząd Miasta i Gminy (1870–1872)

## Edukacja
- Żłobek Samorządowy
- Przedszkole Samorządowe Nr 1
- Przedszkole Samorządowe Nr 2 „Smerfy”
- Specjalny Ośrodek Szkolno-Wychowawczy im. Janusza Korczaka (w tym: Szkoła Podstawowa Specjalna, Szkoła Specjalna Przysposabiająca do Pracy, Przedszkole Specjalne nr 3)
- Ochotnicze Hufce Pracy
- Szkoła Podstawowa nr 2
- Szkoła Podstawowa nr 1
- Zespół Szkół (Liceum Ogólnokształcące im. Macieja Rataja i Technikum Gastronomiczne)
- Zespół Szkół Centrum Kształcenia Ustawicznego w Strzelcach Krajeńskich im. Stefana Biedrzyckiego – jeden z największych zespołów szkół na terenie miasta. Mieści się w zespole budynków przy al. Wolności 7. Budynek szkoły wzniesiony z czerwonej cegły, powstał na początku XX wieku. Organizowano w nim zajęcia, zakładając we Friedeberg początkowo Seminarium Nauczycielskie, a następnie gimnazjum niemieckie. Po II wojnie światowej, gdy Friedeberg stał się polskim miastem pod nazwą Strzelce Krajeńskie, w budynku zorganizowano szkołę średnią. Biorąc pod uwagę rolniczy charakter Strzelec utworzono szkołę kształcącą kadry dla rolnictwa. Placówka ta była wtedy jedną z nielicznych szkół kształcących pracowników obsługi technicznej dla Państwowych Gospodarstw Rolnych[24].
- Wydział Szczecińskiej Akademii Rolniczej
- Państwowa Szkoła Muzyczna I stopnia

## Sport
Od 1945 w Strzelcach Krajeńskich działa klub piłkarski Miejski Klub Sportowy „Łucznik” Strzelce Krajeńskie. Zespół mecze rozgrywa na Stadionie Miejskim.  

## Wspólnoty wyznaniowe
- Kościół rzymskokatolicki: parafia św. Franciszka z Asyżu,
- Kościół greckokatolicki: parafia Świętych Antoniego i Teodozjusza Pieczerskich i św. Michała Archanioła[26],
- Świadkowie Jehowy: zbór (Sala Królestwa ul. Orzechowa 5)[27].

## Współpraca międzynarodowa
Miasta i gminy partnerskie:
- Jammerbugt
- Angermünde
- Tornesch